# Маргарита III Фландърска
Маргарита III Фландърска, още Маргарита Дампиер или Маргарита Малска (на френски: Marguerite III de Flandre, на нидерландски: Margaretha van Male; кръстена 13 април 1350, Мале; † 16/21 март 1405, Арас), от Дом Дампиер е от 1384 до 1405 г. графиня на Фландрия (като Маргарита III), на Артоа (като Маргарита II), Бургундия (като Маргарита II), графиня на Невер (1384 – 1385 като Маргарита I), графиня на Ретел (1384 – 1402) и чрез женитба два пъти херцогиня на Бургундия.

## Произход
Тя е единствената дъщеря и наследница на графа на Фландрия Лудвиг II (* 1330, † 1384) и на съпругата му Маргарета Брабантска (* 1323, † 1368), дъщеря на херцог Йохан III от Брабант от род Регинариди. Има няколко полубратя.

## Биография
На 14 май 1357 г., на 7-годишна възраст, Маргарита се омъжва за Филип I, внук и наследник на херцога на Бургундия Одо IV. Филип е граф на Бургундия и Артоа, херцог на Бургундия (1350 – 1361) и става граф на Оверн и Булон (1360 – 1361). Филип I умира от чума през 1361 г., без да може да живее с нея.
След смъртта на Филип кралят на Франция Жан II Добрият изявява претенции към Херцогство Бургундия за Кралство Франция чрез наследство (bona vacantia). През 1364 г. Филип II Смелият (* 1342, † 1404), най-малкият син на крал Жан II, получава херцогството и се жени за Маргарита през 1369 г.
Когато бащата на Маргарита умира през 1384 г., тя и Филип II наследяват графствата Артоа, Бургундия, Фландрия, Невер и Ретел. Филип умира през 1404 г., а Маргарита умира на следващата година. С нейната смърт Дом Дампиер умира и Графство Фландрия губи своята (относителна) независимост в полза на Бургундия. То попада под управлението на нейния син Жан Безстрашни, а по-късно на Хабсбургската династия.

## Брак и потомство
Омъжва се два пътиː
∞ 1. 1357 за Филип I Бургундски (* август 1346, † 21 ноември 1361), граф на Бургундия и Ароа, херцог на Бургундия, граф на Оверн и на Булон, от когото няма деца
∞ 14 май 1357 за Филип II Бургундски (* 15 януари 1342, Понтуаз, Франция; † 27 април 1404, Хале, Белгия), херцог на Бургундия (1363 – 1404), от когото има пет сина и четири дъщери:
- Жан Безстрашни (* 1371, † 1419), херцог на Бургундия, ∞ за Маргарета Баварска (* 1363, † 1423)
- Карл Бургундски (* март 1372, † 13 юли 1373)
- Маргарита Бургундска (* октомври 1374, † 8 март 1441), чрез брак графиня на Холандия, ∞ за Вилхелм II (* 1365, † 1417), граф на Холандия
- Луи Бургундски (* май 1377, † 10 януари 1378)
- Катарина Бургундски (* 1378, † 1425), чрез брак херцогиня на Австрия, ∞ за Леополд IV (* 1371, † 1411), херцог на Австрия
- Бона Бургундска (* 1379, † 10 септември 1399)
- Мария Бургундска (* август 1386, † 3 октомври 1422), чрез брак графиня на Савоя, ∞ за Амадей VIII (* 1383, † 1451), граф на Савоя, по-късно папа като Феликс V
- Антон Бургундски (* 1384, † 1415), херцог на Брабант и Лимбург, ∞ 1. за Йохана Люксембургска (* 1380/85, † 1407); 2. за Елизабета от Гориция (* 1390, † 1451)
- Филип II Бургундски (* 1389, † 1415), граф на Невер, ∞ 1. за Изабела дьо Куси († 1411); 2. за Бона д'Артоа (* 1396, † 1425)

- Децата на Маргарита
- Жан Безстрашни
- Маргарита
- Катерина
- Мария Савойска
- Антоан
- Филип

## Наследство
Основната линия на Дом Дампиер завършва с Маргарита III. Дампиер, първоначално само графове на Фландрия, успяват чрез умна брачна политика да наследят графствата Невер (1280) и Ретел (1328). Чрез нейната баба, дъщеря на френския крал Филип V, графствата Артоа и Бургундия („Франш Конте“) са добавени към това (1382 г.). Тези земи трябва да осигурят ядрото на владенията на Дом Валоа-Бургундия, които, заедно с Херцогство Бургундия, трябва да им осигурят мощна база, за да оспорят управлението на техните братовчеди, кралете на Франция от Династия Валоа през XV век.
Нейният най-голям син Жан Безстрашния наследява баща ѝ Луи като граф на Невер през 1384 г., съпруга ѝ през 1404 г. като херцог на Бургундия, а нея като граф на Бургундия, граф на Артоа и граф на Фландрия. През 1406 г. нейният по-малък син Антон наследява Брабант и Лимбург. Първоначално Невер и Ретел са дадени приживе на нейните най-големи синове Жан (Невер) и Антон (Ретел), но след възкачването на трона на херцогството на Жан Невер отива при най-малкия ѝ син Филип. Ретел е даден на Филип през 1402 г., когато става ясно, че Антон ще наследи Брабант.

## Резиденции
В Бургундия замъкът Жермол (Château de Germolles), предложен на Маргарита Фландърска от Филип II Смели през 1381 г., е превърнат от херцогинята на Бургундия в разкошен селски имот. Това е голяма правоъгълна сграда, заобиколена от ров, който огражда двор. Южното и източното крило съдържаха жилищните апартаменти, докато в западното крило са приемните. Маргарита, като енергична и любителка на провинцията, решава да развие в имението някои селски дейности, които биха създали приятна среда около тази любима нейна резиденция, както и да развие местното селско стопанство и да осигури известен доход за поддръжката на владението. Така тя кара да засадят голяма розова градина, а венчелистчетата са изпратени във Фландрия, за да бъдат използвани за направата на розова вода. До голяма степен запазен, замъкът днес е един от най-добрите примери за княжески резиденции във Франция в края на Средновековието.